# Otus enganensis
Mocho-d'orelhas-de-enggano ou mocho-de-orelhas-de-engano (Otus enganensis) é uma espécie de ave estrigiforme pertencente à família Strigidae.